# Flaga Republiki Autonomicznej Krymu

Flaga Krymu

Flaga Republiki Autonomicznej Krymu – została wprowadzona 24 września 1992. Składa się z trzech poziomych pasów: granatowego, białego i czerwonego, o szerokościach 1:5:1. Proporcje  boków flagi 1:2.
Barwa czerwona oznacza przeszłość, biała teraźniejszość, niebieska przyszłość. Duży płat bieli podkreśla znaczenie teraźniejszości.